# Родригес, Лусиано
Лусиа́но Родри́гес Роса́лес (исп. Luciano Rodríguez Rosales; род. 16 июля 2003, Монтевидео) — уругвайский футболист, нападающий клуба «Ливерпуль» и сборной Уругвая.

## Клубная карьера
Родригес — воспитанник клуба «Прогресо». 17 января 2021 года в матче против «Монтевидео Сити Торке» он дебютировал в уругвайской Примере. 6 августа в поединке против «Рентистас» Лусиано забил свой первый гол за «Прогресо». По итогам сезона клуб вылетел в уругвайскую Сегунду, но игрок остался в команде. В начале 2023 года Родригес перешёл в столичный «Ливерпуль». Сумма трансфера составила 470 тыс. евро. 20 февраля в матче против столичного «Феникса» он дебютировал за новую команду.

## Международная карьера
В 2023 году в составе молодёжной сборной Уругвая Родригес принял участие в молодёжном чемпионате Южной Америки в Колумбии. На турнире он сыграл в матчах против сборных Колумбии, Чили, Боливии, Парагвая, Бразилии, а также дважды Венесуэлы и Эквадора. В поединках против чилийцев, венесуэльцев, эквадорцев и парагвайцев Лусиано забил 5 мячей.
В том же году Родригес стал победителем молодёжного чемпионата мира в Аргентине. На турнире он сыграл в матчах против команд Ирака, Англии, Туниса, Гамбии и Италии. В финальном поединке против итальянцев Лусиано забил победный гол.

## Достижения
Международные
 Уругвай (до 20)
- Победитель молодёжного чемпионата мира — 2023